# Titanebo mexicanus
Titanebo mexicanus es una especie de araña cangrejo del género Titanebo, familia Philodromidae. Fue descrita científicamente por Banks en 1898.

## Distribución
Esta especie se encuentra en los Estados Unidos y México.